# ميشيل صباح
ميشيل صبّاح (ولد في الناصرة في 19 مارس 1933) هو بطريرك كان رئيس أساقفة اللاتين في القدس. أتباعه هم من الكاثوليك العرب والكاثوليك العبريين في إسرائيل وفي الضفة الغربية وقطاع غزة. بدأ صباح دراسته الكهنوتية في المدرسة البطريركية اللاتينية في بيت جالا في أكتوبر 1949 ورسم كاهنا في بطريركية اللاتين في القدس عام 1955.
عمل الأب ميشيل صباح كاهن رعية لبضع سنوات قبل أن يرسل إلى جامعة القديس يوسف في بيروت لدراسة اللغة العربية والأدب العربي. بعد دراسته، أصبح مدير مدارس البطريركية اللاتينية. شغل ذلك المنصب حتى اندلاع حرب 1967 حين احتلت إسرائيل القدس الشرقية والضفة الغربية، اللتان كانتا تحت الإدارة الأردنية.
إثر الاحتلال، انتقل الأب صباح إلى جيبوتي ليدرس العربية والدراسات الإسلامية حتى عام 1973 حيث بدأ دراسات الدكتوراة في تاريخ اللغة العربية بجامعة السوربون. في عام 1980، عين رئيسا لجامعة بيت لحم. في عام 1987، عين البابا يوحنا بولس الثاني الأب صباح بطريركا للقدس، وبذلك يكون الفلسطيني الأول الذي يشغل ذلك المنصب، وصاحب أعلى درجة كهنوتية كاثوليكية في الأراضي المقدسة.
يدافع صباح باستمرار عن حقوق الفلسطينيين، ويؤمن بحل الدولتين، وبحق العودة للاجئين الفلسطينيين. كما وانتقد جدار الفصل الإسرائيلي ودعى لإنهاء الاحتلال، بالإضافة إلى دفاعه عن حقوق المسيحيين الفلسطينيين. شغل صباح منذ عام 1999 منصب الرئيس الدولي لمنظمة سلام المسيح التي تعنى بتعزيز السلام. وهو من مؤسسي منظمة كايروس فلسطين.
وفي شهر حزيران/يونيو 2008 صادق البابا بنديكت السادس عشر على استقالة البطريرك ميشبل صباح من مهامه في كنيسة القدس بسبب بلوغه العمر القانوني، وعين خلفاً له المعاون البطريركي فؤاد طوال ليكون رئيس الأساقفة الجديد لكنيسة اللاتين.